# François Martinengo
Pour les articles homonymes, voir Martinengo.
François Martinengo, ou Christophe François Rosin,  né au Piémont et mort le 22 août 1620, est un prélat italien du XVIIe siècle, évêque de Nice.

## Biographie
Martinengo est frère mineur de l'observance et conseiller et grand aumônier du duc Charles Emmanuel Ier de Savoie. Il est un célèbre orateur et lecteur en théologie. Martinengo est fait évêque de Nice en 1600. Pendant son épiscopat les jésuites et les clarisses s'installent à Nice.